# افي كابلان
افي كابلان (بالإنجليزية: Avi Kaplan)‏ هو مغني أمريكي، ولد في 17 أبريل 1989 في فيساليا في الولايات المتحدة.

## وصلات خارجية
- الموقع الرسمي
- افي كابلان على موقع IMDb (الإنجليزية)
- افي كابلان على موقع ميوزك برينز (الإنجليزية)
- افي كابلان على موقع أول ميوزيك (الإنجليزية)
- افي كابلان على موقع ديسكوغز (الإنجليزية)
- افي كابلان على موقع قاعدة بيانات الفيلم (الإنجليزية)